# Гексахлороплюмбат аммония
Гексахлороплюмбат аммония — неорганическое соединение,
комплексный хлорид свинца и аммиака
с формулой (NH4)2[PbCl6],
лимонно-жёлтые кристаллы,
разлагается в воде.

## Получение
- Пропусканием хлора через суспензию хлорида свинца и хлорида аммония:

{\displaystyle {\mathsf {PbCl_{2}+Cl_{2}+2NH_{4}Cl\ {\xrightarrow {}}\ (NH_{4})_{2}[PbCl_{6}]}}}

## Физические свойства
Гексахлороплюмбат аммония образует лимонно-жёлтые кристаллы
кубической сингонии, пространственная группа F m3m, параметры ячейки a = 1,0155 нм, Z = 4,
структура типа гексахлороплатината аммония.
Разлагается в воде.
Растворяется в 20 % соляной кислоте.

## Химические свойства
- Разлагается в воде:

{\displaystyle {\mathsf {(NH_{4})_{2}[PbCl_{6}]+2H_{2}O\ {\xrightarrow {}}\ PbO_{2}\downarrow +2NH_{4}Cl+4HCl}}}
- В присутствии малого количества воды (даже паров в воздухе) диспропорционирует:

{\displaystyle {\mathsf {(NH_{4})_{2}[PbCl_{6}]\ {\xrightarrow {H_{2}O}}\ PbCl_{2}+2NH_{4}Cl+Cl_{2}}}}
- Разлагается при нагревании:

{\displaystyle {\mathsf {(NH_{4})_{2}[PbCl_{6}]\ {\xrightarrow {130^{o}C}}\ PbCl_{2}+2NH_{4}Cl+Cl_{2}\uparrow }}}